# 東富山駅

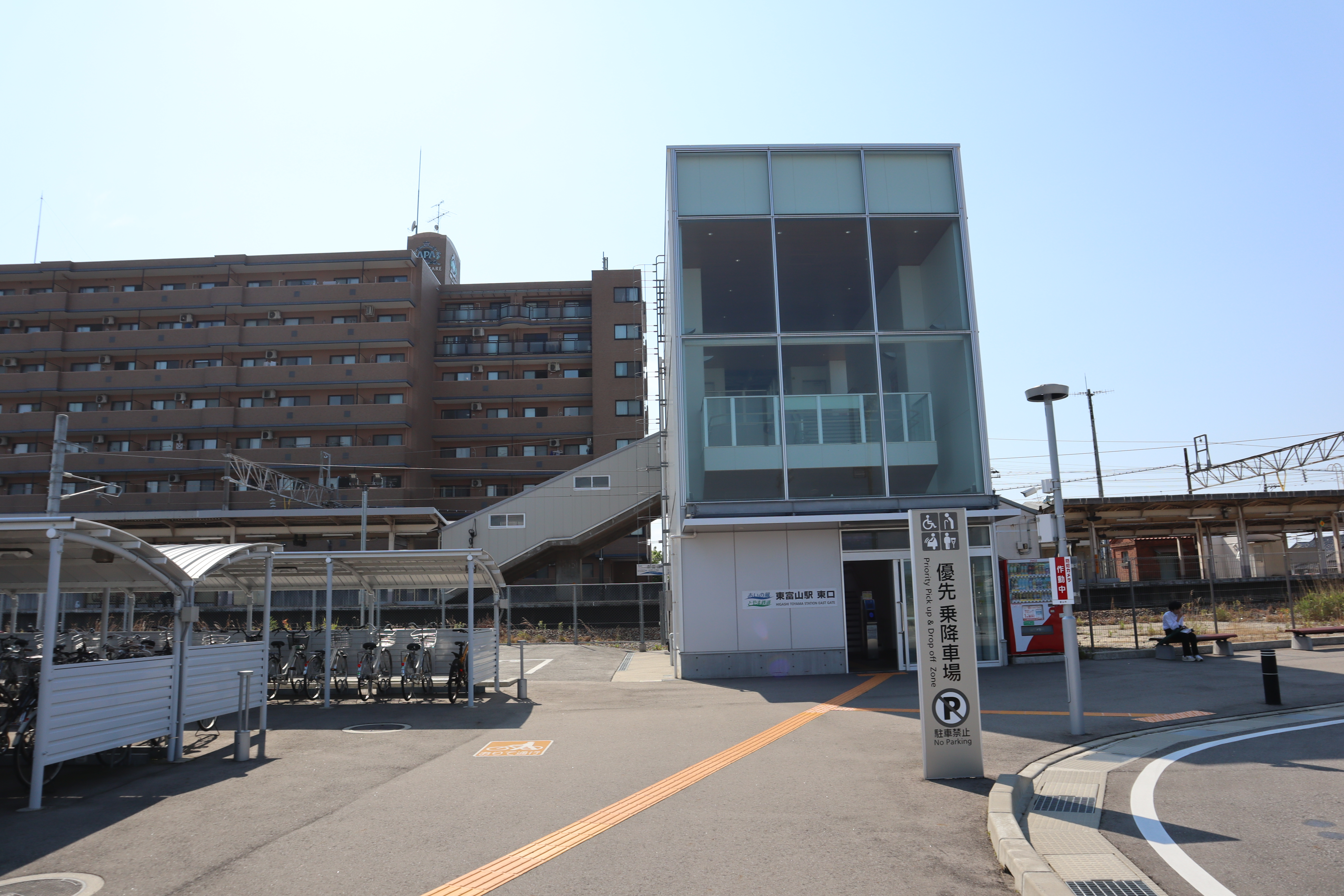
東口（2024年6月）

東富山駅（ひがしとやまえき）は、富山県富山市東富山寿町三丁目にある、あいの風とやま鉄道線の駅である。
2015年3月14日の北陸新幹線開業による経営移管までは、西日本旅客鉄道（JR西日本）北陸本線の駅であった。

## 歴史
- 1908年（明治41年）11月16日：官設鉄道北陸線富山駅 - 魚津駅間が開業し、上新川郡豊田村に東岩瀬駅として一般駅として開業する[1][2][3]。これに合せて同年10月には駅前道路（現在の富山県道173号千原崎東富山停車場線）が完成していた[4]。駅名は、富山市の外港である岩瀬の東側に位置することから名付けられた[5]。しかし、当駅は東岩瀬町の市街地から2㎞東方にあったため、この時点で旅客や貨物の利用は予想外に少なかった[6]。
- 1909年（明治42年）10月12日：線路名称が制定され、北陸本線の所属駅となる[7]。
- 1913年（大正2年）10月17日：当駅構内の本線上で下り貨物列車と上り団体列車が衝突する事故が発生する（東岩瀬事故）[8]。詳細は当該項目を参照。
  - 日本ではこの事故を教訓として安全側線の整備がすすめられた[9]。
  - 富山市田畑の宝集寺にある「今庄団体遭難者追弔碑」は、この事故による犠牲者を弔うために建立されたものといわれる[10]。
- 1918年（大正7年）8月1日：構内に東岩瀬電信取扱所を設置する[11]。
- 1919年（大正8年）：本年度中、跨線橋の改修を行う[12]。
- 1926年（大正15年）7月3日：当駅 - 水橋駅間に浜黒崎仮停車場が開業する[13]。
- 1938年（昭和13年）9月：駅前に不二越鋼材工業株式会社東岩瀬工場が設置され、県による東岩瀬臨海工業地帯造成事業の策定も相俟って、当駅は工業地帯への貨物駅と位置づけられ、当駅東岩瀬港間直通貨物線も着工されたが、戦火のため1944年（昭和19年）8月操業開始の不二越萩浦工場以遠区間の完成には至らなかった[9][14]。
- 1941年（昭和16年）3月31日：都市計画富山地方委員会が、東岩瀬停車場線の幅員を21米に拡幅し、当駅駅前に0.24ヘクタールの広場を設定する旨を決定する[15]。
- 1948年（昭和23年）8月30日：当駅 - 水橋駅間の浜黒崎仮停車場が廃止される[16]。
- 1950年（昭和25年）5月20日：富山港線越中岩瀬駅の東岩瀬駅への改称に合わせ、東富山駅に改称する[17]。
- 1958年（昭和33年）4月10日：当駅 - 富山駅間から分岐し、富山港線蓮町停車場に至る路線において貨物運輸の営業を開始する[18]。
- 1965年（昭和40年）
  - 4月：跨線橋が完成する[19]。
  - 7月30日：当駅 - 富山操車場間が複線化する[20]。
  - 8月25日：富山操車場 - 泊駅間が交流電化する[20]。
- 1966年（昭和41年）12月3日：当駅 - 水橋駅間が複線化する[20]。
- 1979年（昭和54年）4月7日：当駅駅前に111台が収容可能な自転車置場を設置する[21]。
- 1984年（昭和59年）2月1日：営業範囲を改正し、荷物の取扱を廃止する[22]。
- 1986年（昭和61年）11月1日：当駅 - 蓮町間における連絡線において貨物運輸の営業を廃止する[23]。
- 1987年（昭和62年）4月1日：国鉄分割民営化により、西日本旅客鉄道（JR西日本）・日本貨物鉄道（JR貨物）の駅となる[2]。日本貨物鉄道（JR貨物）の駅は、車扱貨物を取扱う[2]。
- 1992年（平成4年）11月：みどりの窓口の営業を開始する[24]。
- 1996年（平成8年）3月16日：日本貨物鉄道（JR貨物）の駅において営業範囲を改正し、車扱貨物の取扱を臨時化する[2]。
- 1997年（平成9年）7月10日：各種企画乗車券や航空券等の取扱も可能なマルスシステムを導入する[25]。
- 1999年（平成11年）3月28日：当駅構内のキヨスクが閉店する[26]。
- 2000年（平成12年）4月：夜間無人駅となる[27]。
- 2013年（平成25年）1月11日：当駅事務所の窓ガラスが何者かによって割られる事件が発生する[28]。
- 2014年（平成26年）6月17日：当駅 - 富山駅間に開業を予定している新駅の設置箇所が決定する[29]。
- 2015年（平成27年）
  - 3月13日：この日をもってみどりの窓口の営業を終了。
  - 3月14日：北陸新幹線金沢延伸開業に伴い、JR西日本の駅はあいの風とやま鉄道へ移管[30]。
  - 3月26日：あいの風とやま鉄道の駅でICカード「ICOCA」供用開始[31]。
- 2016年（平成28年）4月1日：日本貨物鉄道（JR貨物）の駅が廃止され、貨物の取扱が終了[32]。
- 2021年（令和3年）3月28日：東口の供用開始[33][34]。

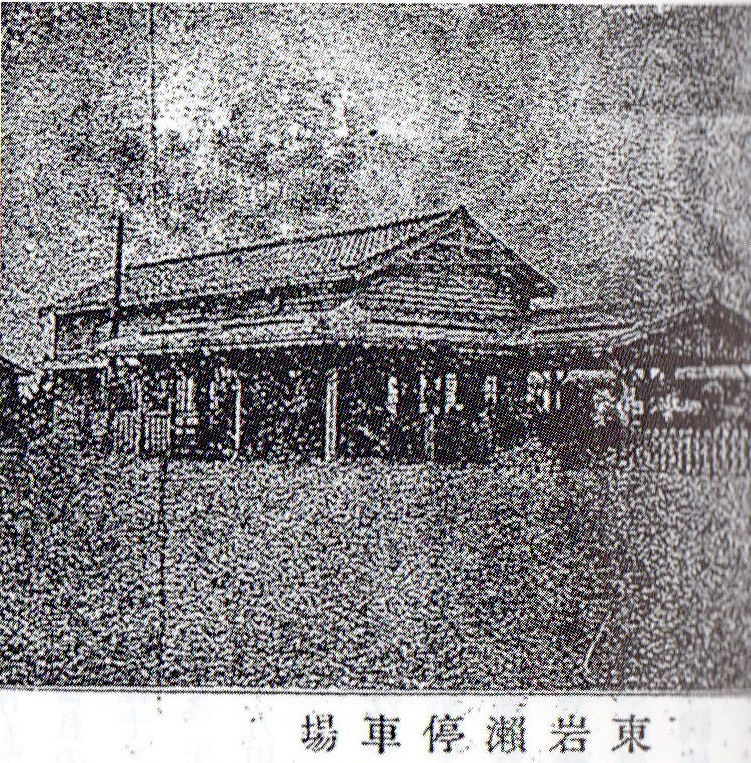
開業当時の東岩瀬駅（現・東富山駅）
跨線橋の完成を報じる新聞記事

## 駅構造
単式ホーム1面1線と島式ホーム1面2線、合計2面3線のホームを持つ地上駅である。このほか数本の側線も有している。1番線ホーム下り方面の側線には、保守用車輌が留置されている。西口駅舎内にはかつてキヨスクが営業していたが、1999年（平成11年）3月28日を以て閉店した。駅構内には自動券売機と待合室のほか便所がある。
JR西日本北陸本線時代末期は、富山地域鉄道部が管理し、ジェイアール西日本金沢メンテック（現：JR西日本金沢メンテック）が駅務を受託する業務委託駅であった。あいの風とやま鉄道の経営移管後も業務委託駅の形態は維持されたが、みどりの窓口は経営移管に合わせて営業を終了している。
当駅の東側では宅地等の造成が行われていることから、2021年（令和3年）3月28日には、新たに東口改札が開設されている。

### のりば
| 番線 | 路線                  | 方向 | 行先                 | 備考       |
| ---- | --------------------- | ---- | -------------------- | ---------- |
| 1    | ■あいの風とやま鉄道線 | 下り | 魚津・泊・糸魚川方面 |            |
| 2    | ■あいの風とやま鉄道線 | 下り | 魚津・泊・糸魚川方面 | 一部の列車 |
| 2    | ■あいの風とやま鉄道線 | 上り | 富山・金沢方面       | 一部の列車 |
| 3    | ■あいの風とやま鉄道線 | 上り | 富山・金沢方面       |            |

- 2015年（平成27年）3月14日時点で、2番線を使用する定期旅客列車は、1日につき上下1本ずつである[42]。

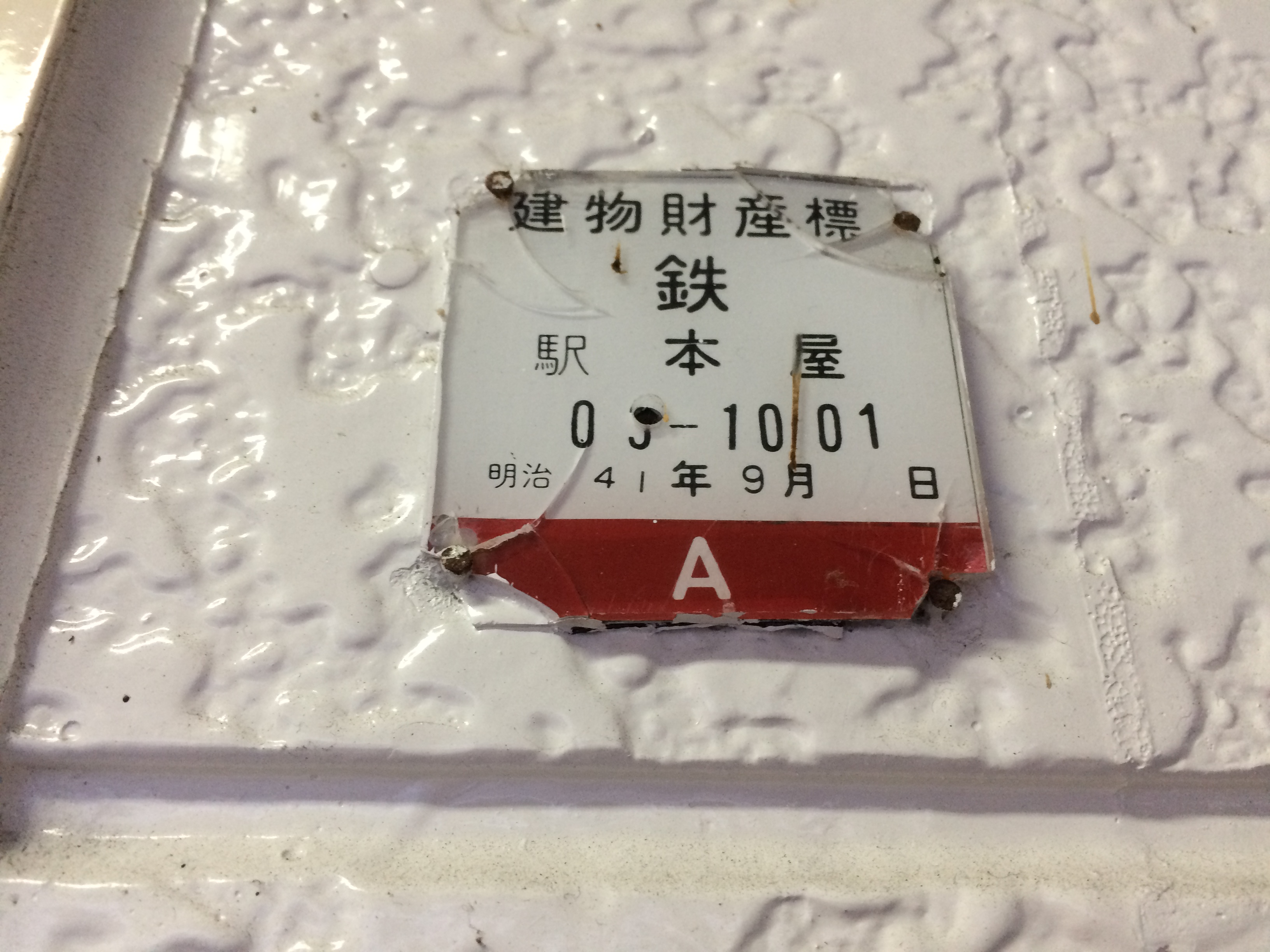
当駅西口駅舎本屋の建物財産標。レンガ倉庫と共に1908年（明治41年）9月竣工であることがわかる（2016年1月）
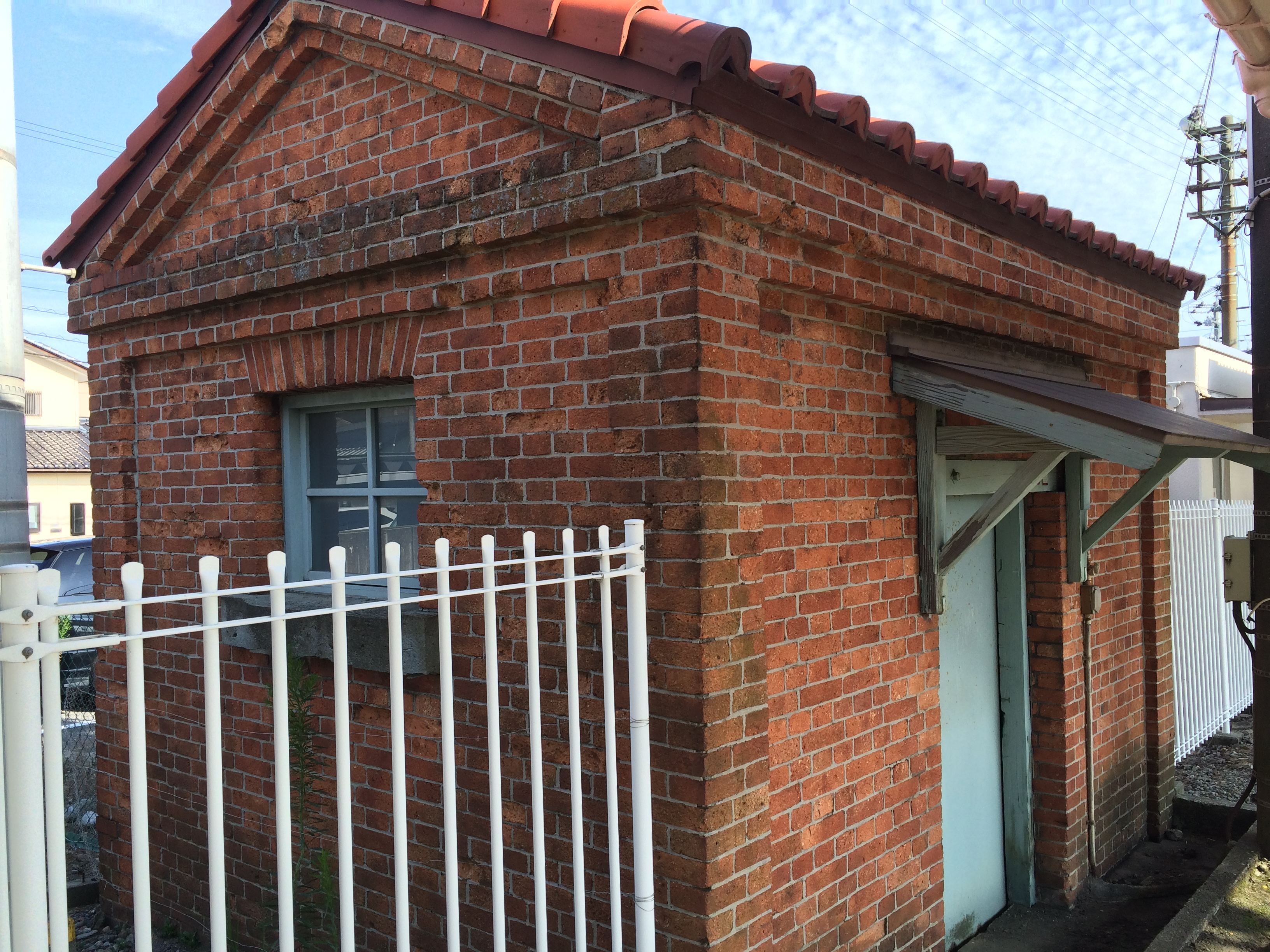
当駅構内のレンガ倉庫。建物財産票によると駅灯室として用いられ、1908年（明治41年）9月築であるという（2015年8月）
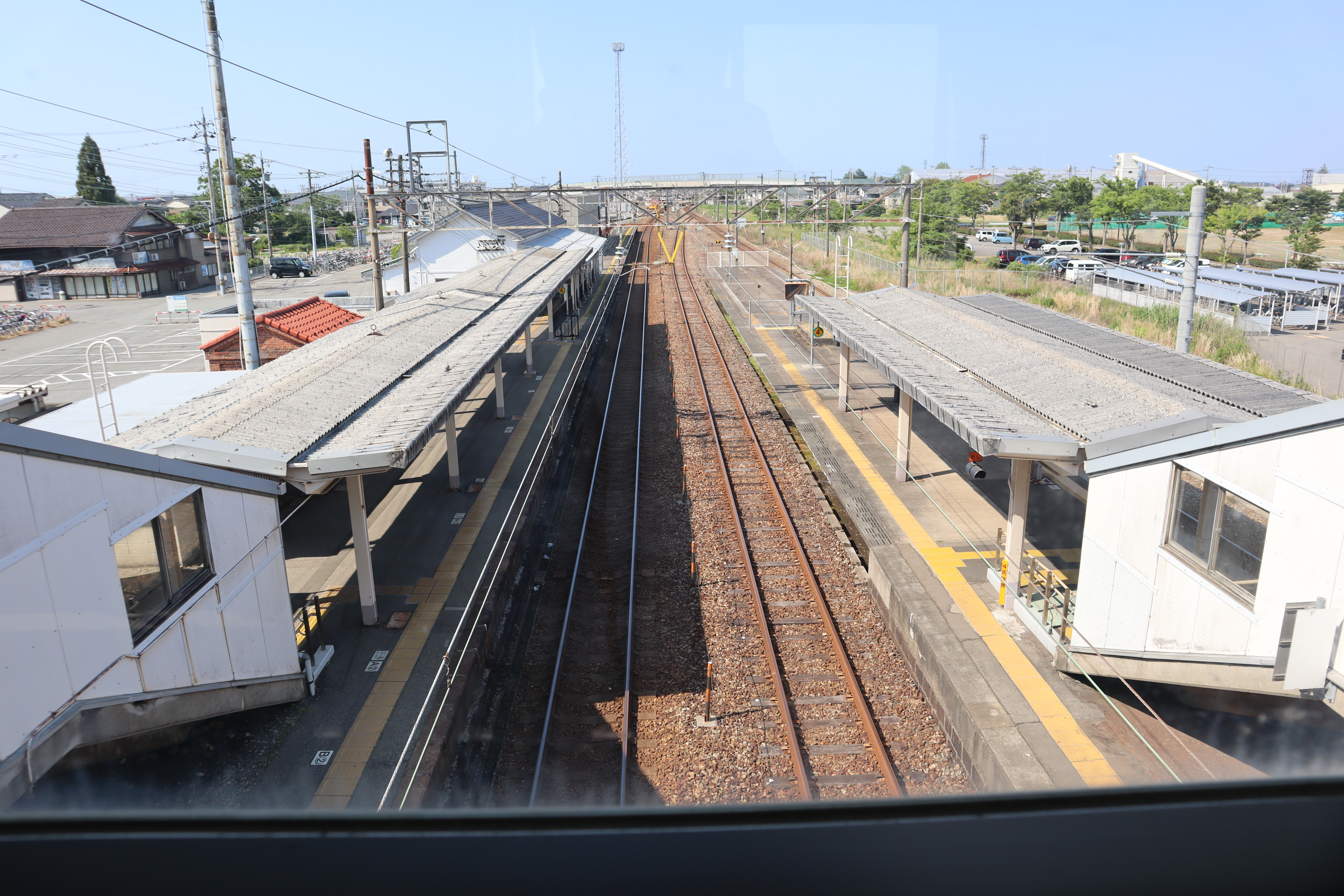
跨線橋より見た駅構内（2024年6月）
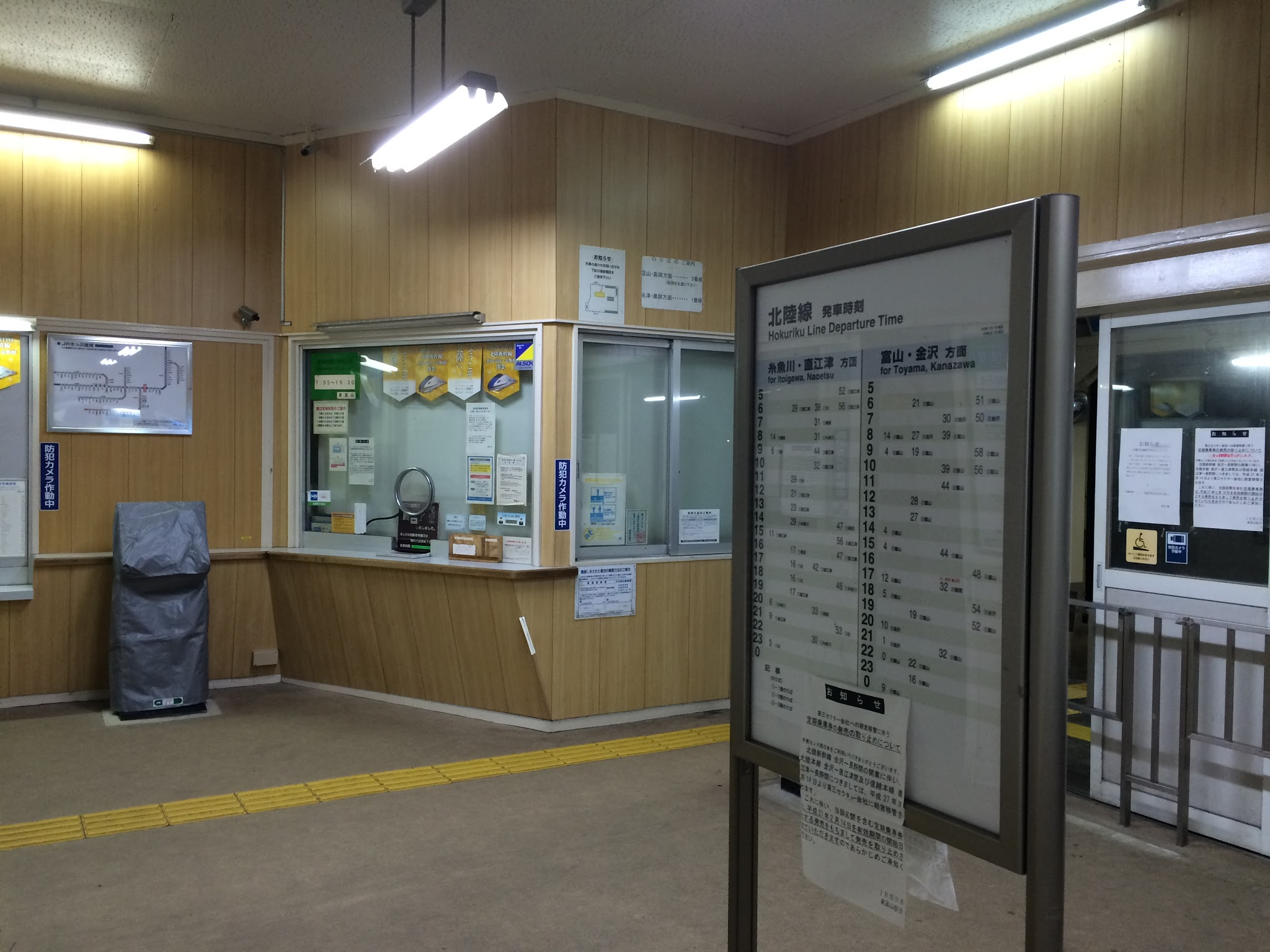
西口改札（2015年2月）
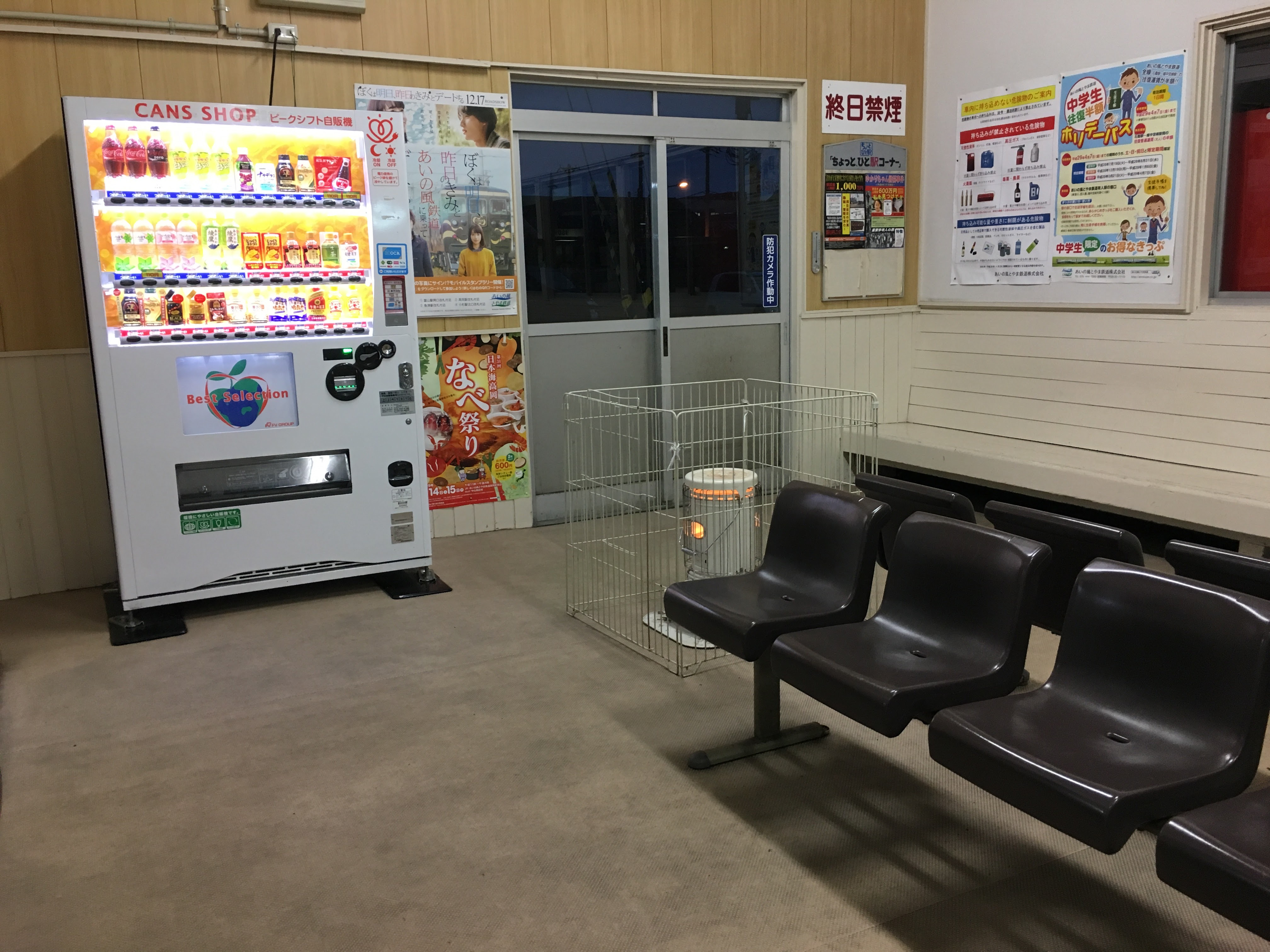
西口待合室（2016年12月）
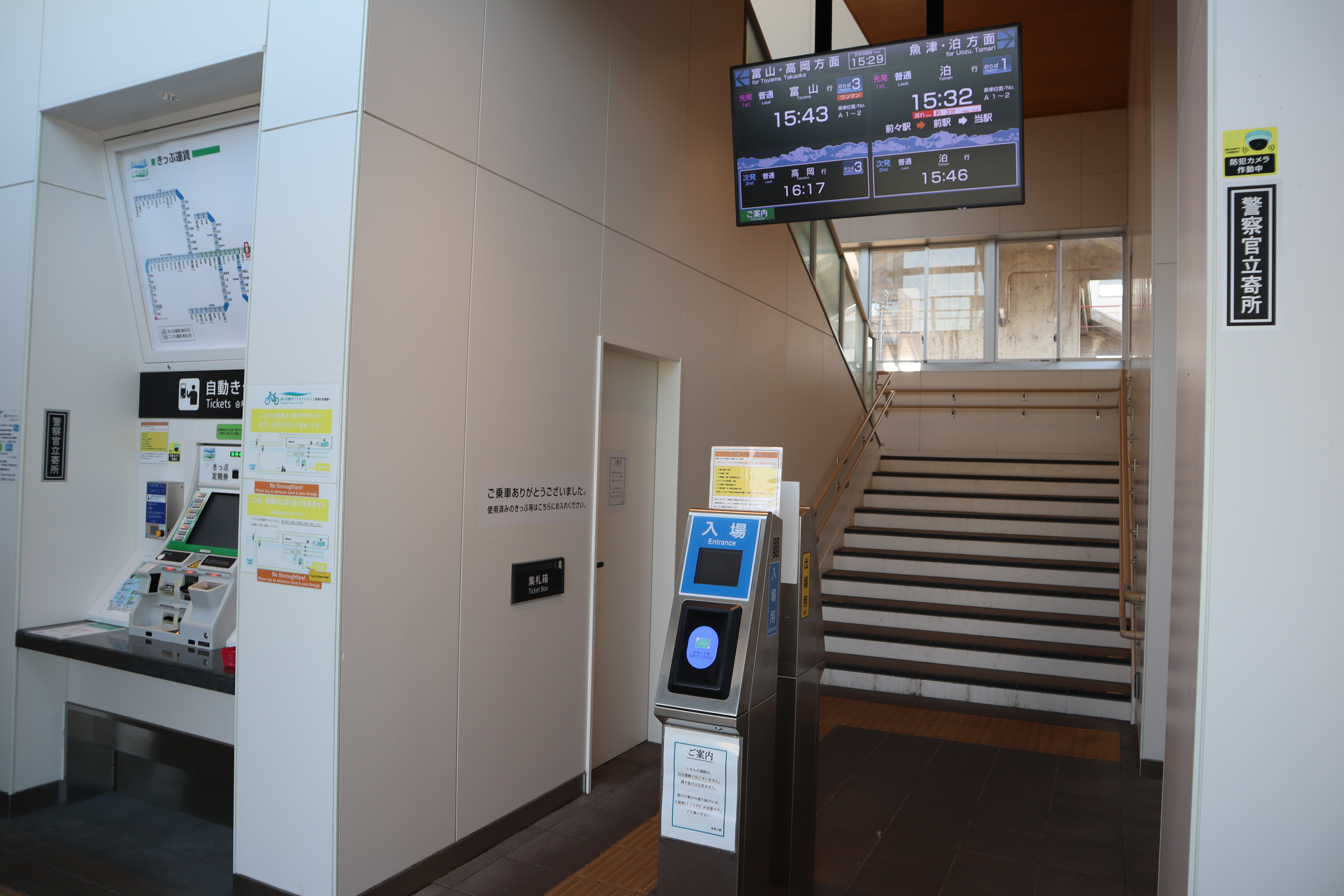
東口改札（2024年6月）
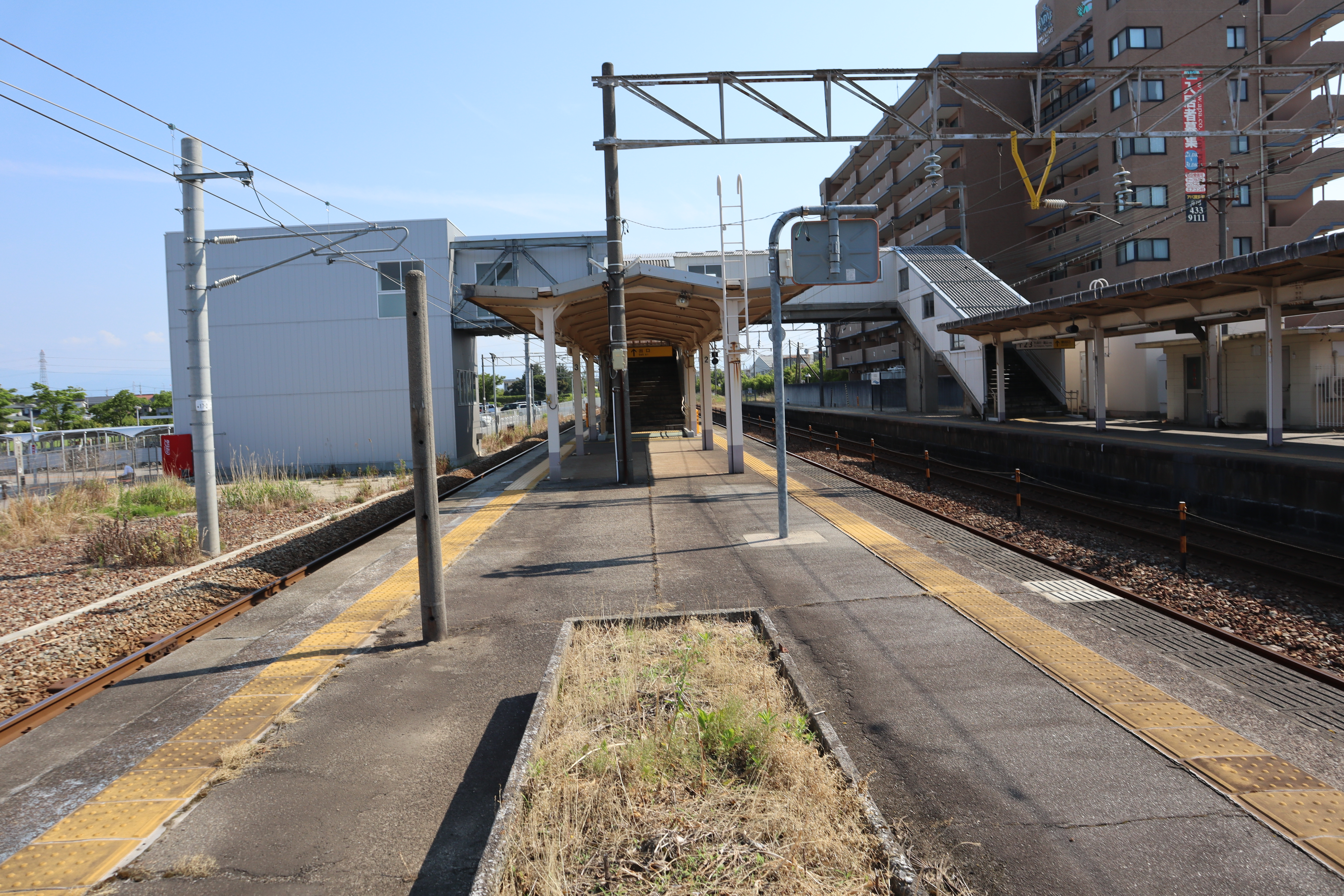
ホーム（2024年6月）

### 到着メロディ
2017年（平成29年）3月の新旅客案内システム導入に伴い、他の富山市内の駅と共通で、2012年（平成24年）に「富山県ふるさとの歌」として制作された「ふるさとの空」（久石譲作曲）のイントロ部のアレンジが到着メロディとして使用開始された。

## 貨物取扱

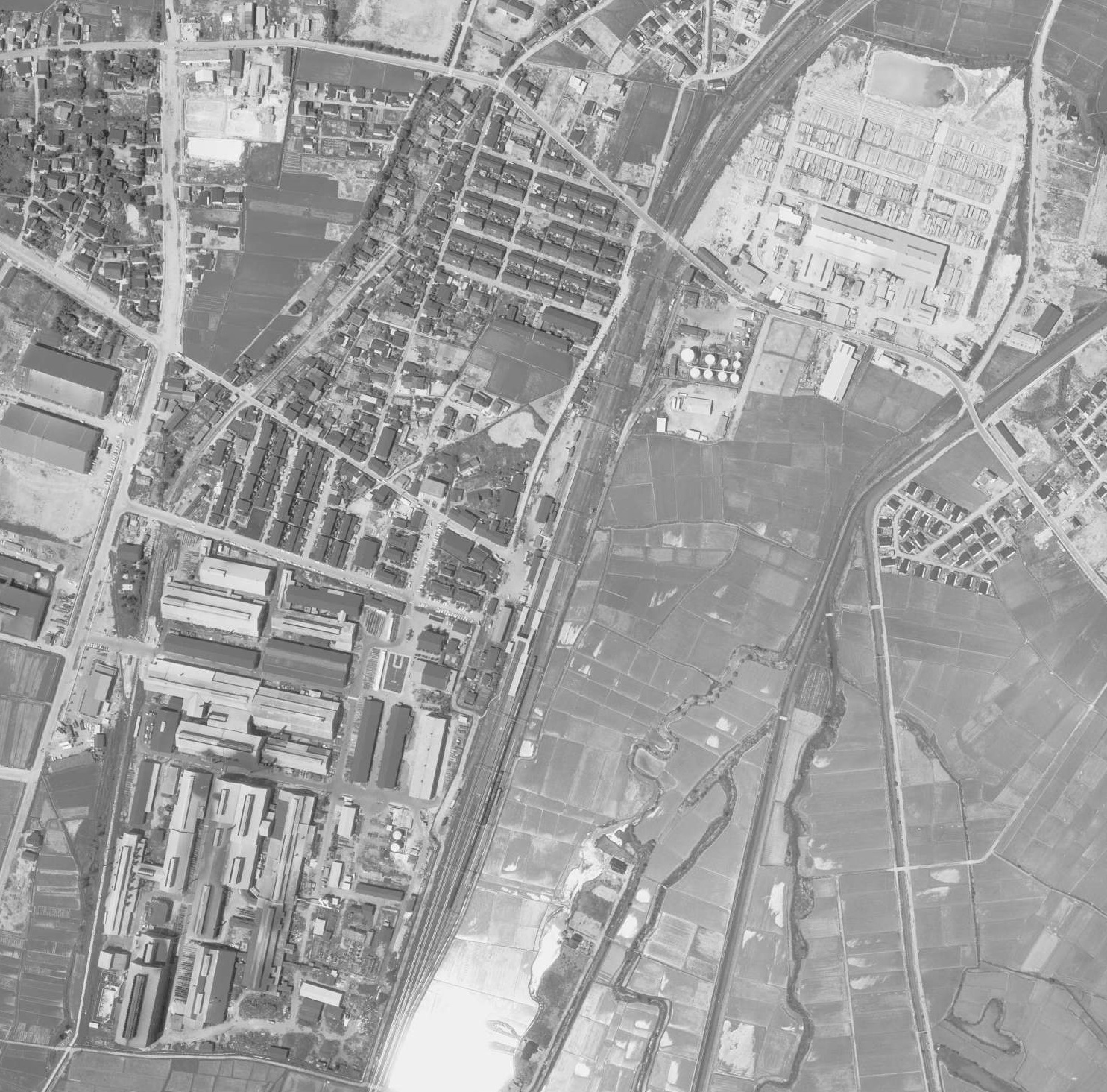
1970年（昭和45年）当時の東富山駅周辺航空写真

1987年（昭和62年）4月1日のJR貨物発足当時は、車扱貨物を取扱う駅であったが、その後1996年（平成8年）3月16日より車扱貨物の取扱は臨時となった。2016年（平成28年）4月1日付でJR貨物の駅は正式に廃止され、貨物の取扱は終了している。
1951年（昭和26年）12月15日付『鉄道公報』第732号通報「専用線一覧について（営業局）」別表によると、当駅接続の専用線は次の通りであった。
- 不二越鋼材工業線（第三者使用：日本通運、動力：手押、作業粁程：0.2粁）

1953年（昭和28年）10月10日付『鉄道公報』第1254号通報専用線一覧別表掲載中、当駅接続の専用線は次の通りであった。
- 不二越鋼材工業線（第三者使用：日本通運及び富山通運、動力：手押、作業粁程：0.2粁）

1970年（昭和45年）10月1日現在における当駅接続の専用線は以下の通りであった。
- 不二越東富山製鋼所線（通運事業者：日本通運及び富山通運、動力：富山通運所有機関車、作業粁程：0.1粁、総延長粁程：0.2粁）
- 大協石油線（通運事業者：富山通運、動力：富山通運所有機関車及び手押、作業粁程：0.4粁、総延長粁程：0.4粁）
- 岩谷産業線（通運事業者：富山通運、動力：富山通運所有機関車、作業粁程：0.3粁、総延長粁程：0.1粁、備考：当専用線は大協石油線に接続する）

1983年（昭和58年）4月1日現在における当駅接続の専用線は以下の通りであった。
- 不二越東富山製鋼所線（通運事業者等：日本通運及び富山通運、動力：富山通運所有機関車、作業粁程：0.1粁、総延長粁程：0.2粁）
- 四日市油槽線（通運事業者等：富山通運、動力：富山通運所有機関車及び手押、作業粁程：0.4粁、総延長粁程：0.4粁）
- 岩谷産業線（通運事業者等：富山通運、動力：富山通運所有機関車、作業粁程：0.3粁、総延長粁程：0.1粁、備考：当専用線は四日市油槽線に接続する。但し使用休止中。）

なお上掲の専用線は1990年代までにすべて廃止され、当駅構内の貨物用側線は撤去されている。

## 利用状況
2020年（令和2年）度の1日平均乗車人員は1,155人である。
各年度の1日平均乗車人員は以下の通りである。
| 年度               | 1日平均 乗車人員 |
| ------------------ | ---------------- |
| 1995年（平成07年） | 1,974            |
| 1996年（平成08年） | 1,954            |
| 1997年（平成09年） | 1,870            |
| 1998年（平成10年） | 1,853            |
| 1999年（平成11年） | 1,839            |
| 2000年（平成12年） | 1,792            |
| 2001年（平成13年） | 1,677            |
| 2002年（平成14年） | 1,594            |
| 2003年（平成15年） | 1,517            |
| 2004年（平成16年） | 1,477            |
| 2005年（平成17年） | 1,492            |
| 2006年（平成18年） | 1,470            |
| 2007年（平成19年） | 1,439            |
| 2008年（平成20年） | 1,402            |
| 2009年（平成21年） | 1,328            |
| 2010年（平成22年） | 1,340            |
| 2011年（平成23年） | 1,354            |
| 2012年（平成24年） | 1,419            |
| 2013年（平成25年） | 1,457            |
| 2014年（平成26年） | 1,261            |
| 2015年（平成27年） | 1,399            |
| 2016年（平成28年） | 1,371            |
| 2017年（平成29年） | 1,394            |
| 2018年（平成30年） | 1,433            |
| 2019年（令和元年） | 1,461            |
| 2020年（令和02年） | 1,155            |

備考
1. ↑  2014年度は2015年3月13日までの計347日間におけるデータ。3月14日から3月31日までの18日間における1日平均乗車人員は1,062人。

## 駅周辺
当駅北側を通る国道415号は、2001年（平成13年）度より富山東バイパスとして拡幅工事を行っており 、2015年（平成27年）2月9日には土地収用法第20条に基き踏切解消のため跨線橋を設置する旨の事業認定が告示された。なお、富山東バイパス及び跨線橋は2021年（令和3年）8月9日に供用が開始された。当駅周辺は2016年（平成28年）5月18日に富山高岡広域都市計画区域のうちの市街化区域に指定されており、当駅東側には住宅団地等が造成される見込みとなっている。
- 富山県岩瀬スポーツ公園
- 富山市民球場アルペンスタジアム
- 富山県済生会富山病院
- 東富山体育館
- 東富山温水プール
- 東富山テニスコート
- 不二越東富山事業所
- 東富山駅前郵便局
- 富山県立富山東高等学校
- 富山県立富山北部高等学校
- 高朋高等学校
- 富山市立北部中学校
- 富山市立大広田小学校
- 富山県運転教育センター
- 国道415号

## バス路線
東西両側の駅前の広場に路線バスは乗り入れていない。最寄りのバス停は、西口側は県道172号（産業道路）にある「中田」バス停、東口側は国道415号にある「東富山駅口」バス停である。なお、東富山駅口バス停は富山東バイパス全通に伴い従来より東側に移設された。
- 富山地方鉄道バス81系統 : 米田すずかけ台・下赤江・奥田中学校前・富山駅前方面、東高校・済生会病院・運転教育センター・市民球場・県リハビリセンター方面

## 隣の駅
あいの風とやま鉄道
■あいの風とやま鉄道線
新富山口駅 - 東富山駅 - 水橋駅